# Фриз-Грин, Уильям
Уильям Фриз-Грин (англ. William Friese-Greene; 7 сентября 1855, Бристоль — 5 мая 1921, Лондон) — британский фотограф и изобретатель в области кино и фотографии, один из пионеров кинематографа. В 1889 году совместно с английским инженером Морисом Эвансом получил первый патент на хронофотографический аппарат, в котором впервые была применена перфорированная целлулоидная лента со светочувствительным слоем.

## Биография
Родился в Бристоле, образование получил в колледже «Queen elizabeth’s Hospital». В 1869 году стал помощником у фотографа Мориса Гуттенберга. К 1875 году у Грина уже были собственные фотостудии в Бате и Бристоле. Позже Грин открыл ещё два филиала — в Лондоне и Брайтоне. 24 марта 1874 года женился на Хелене Фриз и изменил свою фамилию, добавив к ней девичью фамилию жены. Позже Фриз-Грин переехал в Харидж и жил там с 1897 по 1904 годы.

## Изобретения
В городе Бат Уильям познакомился с Джоном Раджем — изобретателем различных полезных технических приспособлений и большим специалистом по разработке волшебных фонарей. Незадолго до этого Радж разработал новую модель волшебного фонаря, его изобретение могло быстро менять 7 слайдов, создавая весьма реалистическую иллюзию движения. Фриза-Грина изобретение Раджа буквально покорило, и они вместе взялись за доработку устройства.
Со временем Фриз-Грин устранил фундаментальный недостаток устройства — оно работало со стеклянными пластинками, которые меняться с достаточной скоростью не могли. Уильям начал экспериментировать с другими материалами, сначала он пробовал промасленную бумагу, а в 1887 году перешёл на целлулоидную плёнку.
21 июня 1889 года Фриз-Грин запатентовал новую модель хронофотографической камеры. Это устройство могло снимать до 10 снимков в секунду, используя перфорированную целлулоидную плёнку. Тогда же Фриз-Грин включил в конструкцию аппарата скачковый механизм.
Плёнка в аппарате Фриза-Грина поступала из барабана подающего на приёмный барабан. Последний, с помощью рукоятки, вращался рукой, приводясь в движение. Плечо, несущее вращающийся ролик, двигалось с помощью спирального кулачка. При своём движении оно тянуло вниз плёнку, которая затем оставалась неподвижной, пока ролик отходил под действием пружины. Одновременно с отходом плеча затвор открывался посредством такого же спирального кулачка. Последний был сконструирован на валу, который приводится в движение рукой. Каждый оборот, таким образом, воспроизводил отдельный кадр плёнки.

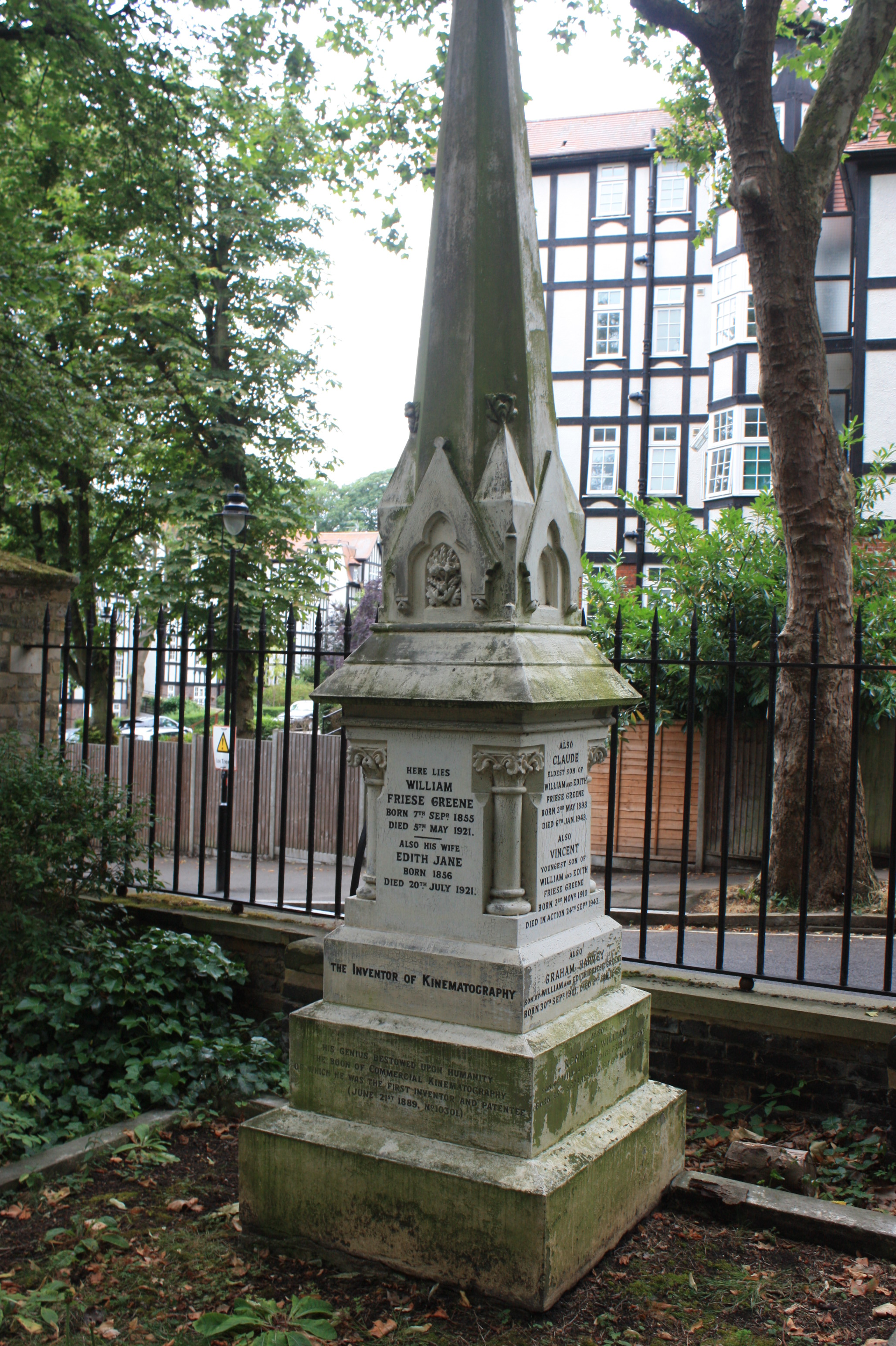
Могила Уильяма Фриза-Грина на Хайгейтском кладбище.

28 февраля 1890 года статья о камере появилась в издании British Photographic News, вырезку со статьёй Фриз-Грин позже отправил Томасу Эдисону, который активно работал над своей версией устройства, известной как «Кинетоскоп». Статья Фриза-Грина была перепечатана в журнале «Scientific American» от 19 апреля 1890 года.
В 1890 году Фриз-Грин продемонстрировал своё изобретение перед публикой. К сожалению, аппарат работал довольно медленно и ненадёжно, так что желаемого впечатления произвести на собравшихся изобретателю не удалось. Свои эксперименты Фриз-Грин проводил жертвуя прибылью с других проектов, при этом финансовые дела его шли не лучшим образом, и к 1891 году изобретатель обанкротился. Позже ему пришлось продать свой хронофотографический патент за 500 фунтов, который позже выкупить так и не удалось.
Впоследствии Фриз-Грин взялся за разработку цветного кинематографа. Экспериментировал он с системой Biocolour — пропуская плёнку через два цветовых фильтра, красный и зелёный. Разработка эта и вправду могла достаточно правдоподобно воспроизводить цвета, однако и недостатков имела немало. К тому же жизнь Фризу-Грину осложнили конкуренты Джордж Альберт Смит и Чарльз Урбан, разработавшие аналогичную систему Kinemacolor, и обвинившие Уильяма в нарушении патента. После долгих разбирательств иска в суде, Фриз-Грин сначала проиграл его в 1914 году, однако позже в 1915 году — уже выиграл. Но воспользоваться своей победой он не сумел. Позже труд Уильяма Фриза-Грина продолжил его сын Клод, и ему, в отличие от отца, удалось добиться большего успеха. Со временем участие изобретателя в развитие первых шагов кинематографа был позабыт, но позже эта позиция была пересмотрена и его вклад стал признаваться. Так, историк кино Питер Доманкевич (Peter Domankiewicz), посвятивший изучению наследия пионера кино несколько десятилетий, отмечал в 2021 году: «Уильям Фриз-Грин использовал кинокамеру прежде, чем этим путём пошёл Эдисон, и за годы до того, как братья Люмьер якобы изобрели кинематограф. Он также снял первые в истории цветные кадры. Пора вернуть истории подлинного Фриз-Грина, личность сложную и интригующую».

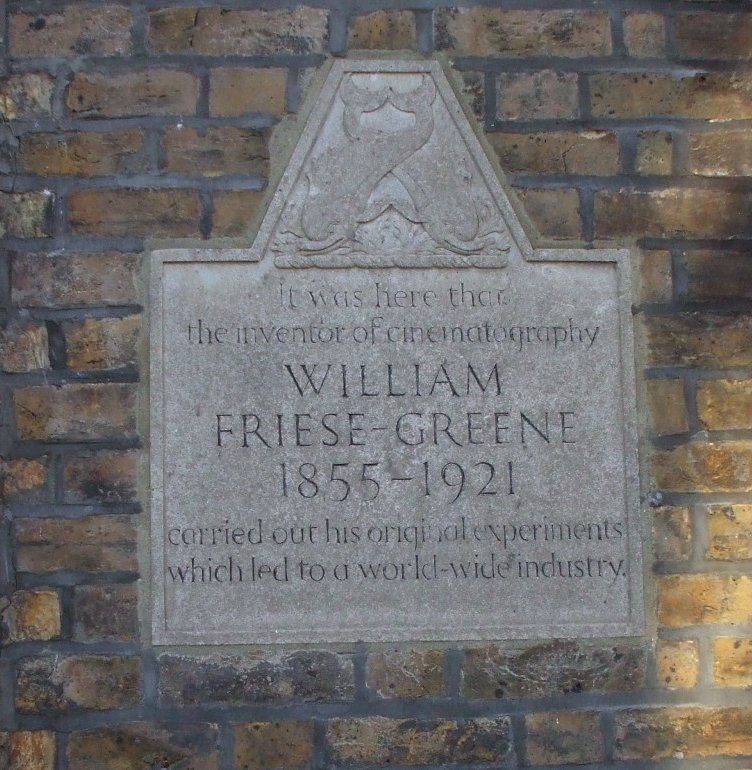
Мемориальная доска Уильяму Фризу-Грину на доме где он жил в Бристоле

### Смерть
В 1921 году Фриз-Грин отправился в Лондон на встречу деятелей киноиндустрии. Главной темой встречи было тяжёлое состояние британского кинематографа. Фризу-Грину тезисы и тон докладчиков не пришлись по вкусу, и он попытался было возразить, однако речь его внезапно утратила всякую выразительность. Вильяму помогли сесть на место, но чуть позже Фриз-Грин упал со стула и умер. На момент смерти Уильяму Фризу-Грину было 65 лет. Тело изобретателя было погребено на лондонском Хайгейтском кладбище. Монумент создал Эдвин Лютьенс. Жена Фриза-Грина умерла несколько месяцев спустя и была похоронена рядом с ним.
На стене дома в английском городе Брайтон, где жил Уильям Фриз-Грин, установлена мемориальная доска.

## Фильмография
В 1889 году Фриз-Грин снял несколько короткометражных фильмов, которые в 1890 году демонстрировал в Королевском фотографическом обществе.
- «Сцена на Брайтон-стрит» (1888)[21];
- «Неторопливые пешеходы, омнибусы с открытым верхом и кэбы с лошадьми, которые скачут» (1889);
- «Уголок Гайд-парка» (1889);
- «Трафик на Кингс-Роуд, Челси» (1889).

## В кинематографе
В 1951 году был снят британский художественный фильм «The Magic Box» (в переводе с англ. — «Волшебная коробка», в советском прокате — «Оставшийся в тени») о судьбе изобретателя. Он произвёл большое впечатление на восьмилетнего Мартина Скорсезе, повлияв не только на его интерес к кинематографу, но и вызвав желание самому участвовать в создании фильмов.